# عکرمه
عکرمه (به عربی: عکرمة) یک منطقهٔ مسکونی در لیبی است که در استان بطنان واقع شده‌است. عکرمه ۱۴۳ متر بالاتر از سطح دریا واقع شده‌است.